# Condado de Smyth
O Condado de Smyth é um dos 95 condados do estado americano de Virgínia. A sede do condado é Marion, e sua maior cidade é Marion. O condado possui uma área de 1 171 km² (dos quais 1 km² estão cobertos por água), uma população de 33 081 habitantes, e uma densidade populacional de 28 hab/km² (segundo o censo nacional de 2000). O condado foi fundado em 1832.